# Diecezja Nsukka
Diecezja Nsukka – diecezja rzymskokatolicka  w Nigerii. Powstała w 1990.

## Biskupi ordynariusze
- Bp Francis Emmanuel Ogbonna Okobo (1990-2013)
- Bp Godfrey Onah (od 2013)